# Vico da Cabeça da África
Vico da Cabeça da África (em latim: Vicus Capitis Africae) era uma antiga rua romana na Regio II Caelimontium, hoje completamente desaparecida, que saía do vale do Coliseu, provavelmente perto do Ludo Magno, e seguia ladeando a face leste do pódio do Templo do Divino Cláudio até o cume do monte Célio, onde hoje está a Piazza della Navicella, descendo depois até terminar na Porta Metrônia da Muralha Aureliana.
Esta via é citada no "Appendix Probi. Giuseppe Gatti foi o autor que a identificou como sendo a antiga rua sob a Via della Navicella.